# 帳塔
在幾何學中，帳塔，又稱台塔，是一種多面體，是透過接和兩個平行的多邊形面，一面作為頂面，另一個邊數是前者的兩倍之多邊形做為底面，然後側面由四邊形和三角形接合所產生的多面體稱為帳塔。
若一帳塔的面都是正多邊形，那該帳塔就屬於詹森多面體。
已知屬於詹森多面體的帳塔有：正三角帳塔、正四角帳塔、正五角帳塔，但是沒有正六角帳塔，因為正六角帳塔若每個面都是正多邊形，它將會變成一個平面。
所有屬於詹森多面體的帳塔的都可以由半正多面體切去一塊得到，例如正三角帳塔是由截半立方體對切得來、正四角帳塔是由小斜方截半立方體切去中間的正八角柱而得來、正五角帳塔是由小斜方截半二十面體切去中間部份得來，另外，雖然正六角帳塔不是詹森多面體，但因他是平面，所以它可以從小斜方截半六邊形鑲嵌中得來。
邊數在6邊以上的帳塔，側面不可能是正多邊形，例如正七角帳塔，除了底面是正十四邊形、頂面是正七邊形之外，側面由長方形和等腰三角形組成，因為如果是正多邊形，將無法構成多面體。
一個帳塔個以視為柱體的側面向中心對稱軸倒塌至部分頂點重和。
帳塔是擬柱體的一個子類別。

## 例子
| 2          | 3          | 4          | 5          | 6                 |
| ---------- | ---------- | ---------- | ---------- | ----------------- |
| 正二角帳塔 | 正三角帳塔 | 正四角帳塔 | 正五角帳塔 | 正六角帳塔 (平的) |